# 湾河水库
湾河水库是中国湖北省襄阳市宜城市境内的一座水库，位于蛮河支流湾河上，建于1978年。水库正常库容为795万立方米，集雨面积为20平方千米，海拔为121米。